# ジョン・フィッシャー (企業家)
ジョン・フィッシャー（Jon Fisher, 1972年1月19日 - ）は、アメリカ合衆国、シリコンバレー在住の企業家であり、作家、経済アナリスト。オラクルが買収したBharosa社創設者の一人で、最高経営責任者(CEO)の時代もあった。また、サンフランシスコ州立大学の助教授でもある。

## 略歴
フィッシャーは、カリフォルニア州スタンフォードで、教授である父と、母の間に生まれる。シリコンバレーにある名門校ヌエーバ・スクールとCrystal Springs Uplands Schoolを卒業。ヴァッサー大学に入学、その後サンフランシスコ大学に編入、同校を卒業する。

## ビジネス界での成長
1994年から1998年にかけ、フィッシャーはAutoNation社やNetClerk社を起業した。NetClerk社を売却した後は、他社の起業コンサルティングなどに参加する。2004年、Bharosa社の起業創設に参加し、最高経営責任者(CEO)に就任する。Bharosa社は2007年にオラクルに買収された。その後、Predilect社やAR応用技術の研究・開発に取り組むCrowdOptic社のCEOを歴任。

## 経済変動の正確な予想
フィッシャーはアメリカ経済、特に失業率の変動予想を正確におこなうことで知られている。住宅建設着工数の減少は失業率の増加につながると考えるフィッシャーは、著書の中でも“歴史的に見ても、アメリカの住宅建設着工数が減少した翌年には、失業率の増加が始まる”と記述している。また、1年後である2009年4月までに失業率が9％になる、と2008年4月にコメントした。これが実現し、アメリカ史上最も正確な予想のひとつとして知られている。

## 特許権
フィッシャーは以下4件の出願中特許を保持
- 7,908,645；System and method for fraud monitoring, detection, and tiered user authentication[4]

（モニターとして働いている詐欺、検出と層別されたユーザー認証のためのシステムと方法）
- 7,822,990；Online data encryption and decryption[5]　　　（オンラインのデータ暗号化と暗号化解除）
- 7,616,764；Online data encryption and decryption[6]　　　（オンラインのデータ暗号化と暗号化解除）
- 7,596,701；Online data encryption and decryption[7]　　　（オンラインのデータ暗号化と暗号化解除）